# Tre Valli Varesine
La Tre Valli Varesine è una corsa in linea maschile di ciclismo su strada, che si svolge nella provincia di Varese, in Italia. Fa parte del calendario dell'UCI ProSeries, e insieme alla Coppa Agostoni e alla Coppa Bernocchi forma il Trittico Lombardo. Le Tre Valli eponime sono la Valcuvia, la Valganna e la Valceresio, tutte localizzate nella provincia di Varese.
Dal 2021 alla Tre Valli Varesine si affianca la Tre Valli Varesine Women's Race, competizione riservata alle donne categoria èlite. Nell'albo d'oro anche la campionessa italiana Elisa Longo Borghini.

## Storia
La prima edizione si svolse nel 1919 e fu vinta da Piero Bestetti. Tutte le edizioni si sono svolte con gare in linea, tranne che nel 1955 quando fu trasformata in una gara a cronometro su 100 km e vinta da Fausto Coppi.
Nel 2020 Tre Valli Varesine, Coppa Agostoni e Coppa Bernocchi vennero annullate a causa della pandemia di COVID-19 e, vista l'impossibilità di recuperare le tre corse per via del calendario saturo nella seconda parte della stagione, si decise di correre un'unica prova, denominata Gran Trittico Lombardo, la quale percorse i luoghi più significativi delle tre manifestazioni.
La Tre Valli Varesine ha tra i suoi vincitori alcuni tra i più celebri corridori italiani: Bartali, Coppi, Magni, Nencini, Motta, Moser, Saronni, Bugno, Chiappucci e Nibali.

## Albo d'oro
Aggiornato all'edizione 2024.
| Anno    | Vincitore                                                                           | Secondo                                                                             | Terzo                                                                               |
| ------- | ----------------------------------------------------------------------------------- | ----------------------------------------------------------------------------------- | ----------------------------------------------------------------------------------- |
| 1919    | Pietro Bestetti                                                                     | Giovanni Scaioni                                                                    | Angelo Bianchi                                                                      |
| 1920    | Raimondo Rosa                                                                       | Carlo Spina                                                                         | Camillo Bertarelli                                                                  |
| 1921    | Luigi Gilardi                                                                       | Vincenzo Botta                                                                      | non assegnato                                                                       |
| 1922    | Domenico Piemontesi                                                                 | G. Vigano                                                                           | L. Malinverni                                                                       |
| 1923    | Filippo Brusatori                                                                   | Mario Bianchi                                                                       | V. Florini                                                                          |
| 1924    | Libero Ferrario                                                                     | V. Florini                                                                          | Luigi Magnotti                                                                      |
| 1925    | Giovanni Tizzoni                                                                    | Luigi Magnotti                                                                      | Aniceto Cattaneo                                                                    |
| 1926    | Mario Bonvicini                                                                     | Roberto Lorenzetti                                                                  | Aleardo Simoni                                                                      |
| 1927    | Renato Zanona                                                                       | Paolo Zanetti                                                                       | Aleardo Simoni                                                                      |
| 1928    | Battista Visconti                                                                   | Attilio Marangoni                                                                   | Aleardo Simoni                                                                      |
| 1929    | Ambrogio Morelli                                                                    | Alessandro Catalani                                                                 | Allegro Grandi                                                                      |
| 1930    | Albino Binda                                                                        | Luigi Ferrando                                                                      | Riccardo Proserpio                                                                  |
| 1931    | Luigi Giacobbe                                                                      | Francesco Camusso                                                                   | Michele Mara                                                                        |
| 1932    | Domenico Piemontesi                                                                 | Alfredo Bovet                                                                       | Luigi Giacobbe                                                                      |
| 1933    | Alfredo Bovet                                                                       | Remo Bertoni                                                                        | Luigi Macchi                                                                        |
| 1934    | Severino Canavesi                                                                   | Attilio Masarati                                                                    | Luigi Barral                                                                        |
| 1935    | Pietro Chiappini                                                                    | Ercole Rigamonti                                                                    | Edmondo Toccaceli                                                                   |
| 1936    | Cesare Del Cancia                                                                   | Michele Benente                                                                     | Enrico Mollo                                                                        |
| 1937    | Olimpio Bizzi                                                                       | Diego Marabelli                                                                     | Glauco Servadei                                                                     |
| 1938    | Gino Bartali                                                                        | Severino Canavesi                                                                   | Secondo Magni                                                                       |
| 1939    | Olimpio Bizzi                                                                       | Gino Bartali                                                                        | Adolfo Leoni                                                                        |
| 1940    | Cino Cinelli                                                                        | Mario Ricci                                                                         | Fausto Coppi                                                                        |
| 1941    | Fausto Coppi                                                                        | Olimpio Bizzi                                                                       | Gino Bartali                                                                        |
| 1942    | Luciano Succi                                                                       | Vasco Bergamaschi                                                                   | Mario De Benedetti                                                                  |
| 1943-44 | Sospesa per eventi bellici                                                          | Sospesa per eventi bellici                                                          | Sospesa per eventi bellici                                                          |
| 1945    | Adolfo Leoni                                                                        | Mario Ricci                                                                         | Gino Bartali                                                                        |
| 1946    | Enrico Mollo                                                                        | Mario Ricci                                                                         | Renzo Zanazzi                                                                       |
| 1947    | Fiorenzo Magni                                                                      | Mario Ricci                                                                         | Louis Thiétard                                                                      |
| 1948    | Fausto Coppi                                                                        | Gino Bartali                                                                        | Antonio Bevilacqua                                                                  |
| 1949    | Nedo Logli                                                                          | Vittorio Seghezzi                                                                   | Renzo Zanazzi                                                                       |
| 1950    | Antonio Bevilacqua                                                                  | Alfredo Martini                                                                     | Mario Ricci                                                                         |
| 1951    | Guido De Santi                                                                      | Alfredo Pasotti                                                                     | Pasquale Fornara                                                                    |
| 1952    | Giuseppe Minardi                                                                    | Alfredo Martini                                                                     | Arrigo Padovan                                                                      |
| 1953    | Nino Defilippis                                                                     | Marcello Pellegrini                                                                 | Bruno Monti                                                                         |
| 1954    | Giorgio Albani                                                                      | Rino Benedetti                                                                      | Giuseppe Minardi                                                                    |
| 1955    | Fausto Coppi                                                                        | Aldo Moser                                                                          | Giuseppe Minardi                                                                    |
| 1956    | Gastone Nencini                                                                     | Giorgio Albani                                                                      | Giuseppe Minardi                                                                    |
| 1957    | Germain Derycke                                                                     | Ercole Baldini                                                                      | Angelo Conterno                                                                     |
| 1958    | Carlo Nicolo                                                                        | Aldo Moser                                                                          | Giorgio Tinazzi                                                                     |
| 1959    | Dino Bruni                                                                          | Giovanni Verucchi                                                                   | Armando Pellegrini                                                                  |
| 1960    | Nino Defilippis                                                                     | Rino Benedetti                                                                      | Angelo Conterno                                                                     |
| 1961    | Willy Vannitsen                                                                     | Carlo Azzini                                                                        | Diego Ronchini                                                                      |
| 1962    | Giuseppe Fezzardi                                                                   | Jos Hoevenaers                                                                      | Franco Balmamion                                                                    |
| 1963    | Italo Zilioli                                                                       | Franco Cribiori                                                                     | Guido De Rosso                                                                      |
| 1964    | Marino Vigna                                                                        | Antonio Bailetti                                                                    | Flaviano Vicentini                                                                  |
| 1965    | Gianni Motta                                                                        | Michele Dancelli                                                                    | Felice Gimondi                                                                      |
| 1966    | Gianni Motta                                                                        | Italo Zilioli                                                                       | Vito Taccone                                                                        |
| 1967    | Gianni Motta                                                                        | Giorgio Zancanaro                                                                   | Tommaso De Prà                                                                      |
| 1968    | Eddy Merckx                                                                         | Michele Dancelli                                                                    | Gianni Motta                                                                        |
| 1969    | Marino Basso                                                                        | Dino Zandegù                                                                        | Luciano Armani                                                                      |
| 1970    | Gianni Motta                                                                        | Eddy Merckx                                                                         | Felice Gimondi                                                                      |
| 1971    | Giancarlo Polidori                                                                  | Costantino Conti                                                                    | Italo Zilioli                                                                       |
| 1972    | Giacinto Santambrogio                                                               | Marino Basso                                                                        | Michele Dancelli                                                                    |
| 1973    | Enrico Paolini                                                                      | Marcello Bergamo                                                                    | Italo Zilioli                                                                       |
| 1974    | Costantino Conti                                                                    | Giacinto Santambrogio                                                               | Enrico Paolini                                                                      |
| 1975    | Fabrizio Fabbri                                                                     | Mauro Simonetti                                                                     | Serge Parsani                                                                       |
| 1976    | Francesco Moser                                                                     | Roger De Vlaeminck                                                                  | Gianbattista Baronchelli                                                            |
| 1977    | Giuseppe Saronni                                                                    | Phil Edwards                                                                        | Valerio Lualdi                                                                      |
| 1978    | Francesco Moser                                                                     | Giovanni Battaglin                                                                  | Gianbattista Baronchelli                                                            |
| 1979    | Giuseppe Saronni                                                                    | Pierino Gavazzi                                                                     | Roger De Vlaeminck                                                                  |
| 1980    | Giuseppe Saronni                                                                    | Pierino Gavazzi                                                                     | Silvano Contini                                                                     |
| 1981    | Gregor Braun                                                                        | Alessandro Paganessi                                                                | Pierino Gavazzi                                                                     |
| 1982    | Pierino Gavazzi                                                                     | Claudio Torelli                                                                     | Gianbattista Baronchelli                                                            |
| 1983    | Alessandro Paganessi                                                                | Silvano Contini                                                                     | Serge Demierre                                                                      |
| 1984    | Pierino Gavazzi                                                                     | Gianbattista Baronchelli                                                            | Marino Amadori                                                                      |
| 1985    | Giovanni Mantovani                                                                  | Giuseppe Saronni                                                                    | Pierino Gavazzi                                                                     |
| 1986    | Guido Bontempi                                                                      | Pierino Gavazzi                                                                     | Roberto Pagnin                                                                      |
| 1987    | Franco Ballerini                                                                    | Kjell Nilsson                                                                       | Marco Bergamo                                                                       |
| 1988    | Giuseppe Saronni                                                                    | Guido Bontempi                                                                      | Pierino Gavazzi                                                                     |
| 1989    | Gianni Bugno                                                                        | Charly Mottet                                                                       | Dirk De Wolf                                                                        |
| 1990    | Pascal Richard                                                                      | Claudio Chiappucci                                                                  | Thomas Wegmüller                                                                    |
| 1991    | Guido Bontempi                                                                      | Pascal Richard                                                                      | Gérard Rué                                                                          |
| 1992    | Massimo Ghirotto                                                                    | Thomas Wegmüller                                                                    | Herbert Niederberger                                                                |
| 1993    | Massimo Ghirotto                                                                    | Francesco Casagrande                                                                | Bruno Cenghialta                                                                    |
| 1994    | Claudio Chiappucci                                                                  | Vladislav Bobrik                                                                    | Stefano Zanini                                                                      |
| 1995    | Roberto Caruso                                                                      | Angelo Lecchi                                                                       | Stefano Colagè                                                                      |
| 1996    | Fabrizio Guidi                                                                      | Andrea Tafi                                                                         | Massimo Donati                                                                      |
| 1997    | Roberto Caruso                                                                      | Dario Andriotto                                                                     | Marco Serpellini                                                                    |
| 1998    | Davide Rebellin                                                                     | Giuseppe Di Grande                                                                  | Maximilian Sciandri                                                                 |
| 1999    | Sergio Barbero                                                                      | Davide Rebellin                                                                     | Francesco Casagrande                                                                |
| 2000    | Massimo Donati                                                                      | Davide Rebellin                                                                     | Daniele De Paoli                                                                    |
| 2001    | Mirko Celestino                                                                     | Paolo Valoti                                                                        | Gianluca Bortolami                                                                  |
| 2002    | Eddy Ratti                                                                          | Danilo Di Luca                                                                      | Laurent Dufaux                                                                      |
| 2003    | Danilo Di Luca                                                                      | Andrea Ferrigato                                                                    | Markus Zberg                                                                        |
| 2004    | Fabian Wegmann                                                                      | Danilo Di Luca                                                                      | Volodymyr Duma                                                                      |
| 2005    | Stefano Garzelli                                                                    | Lorenzo Bernucci                                                                    | Damiano Cunego                                                                      |
| 2006    | Stefano Garzelli                                                                    | Rinaldo Nocentini                                                                   | Raffaele Ferrara                                                                    |
| 2007    | Christian Murro                                                                     | Alessandro Bertolini                                                                | Kanstancin Siŭcoŭ                                                                   |
| 2008    | Francesco Ginanni                                                                   | Leonardo Bertagnolli                                                                | Damiano Cunego                                                                      |
| 2009    | Mauro Santambrogio                                                                  | Francesco Masciarelli                                                               | Aleksandr Bočarov                                                                   |
| 2010    | Daniel Martin                                                                       | Domenico Pozzovivo                                                                  | Jérôme Baugnies                                                                     |
| 2011    | Davide Rebellin                                                                     | Domenico Pozzovivo                                                                  | Thibaut Pinot                                                                       |
| 2012    | David Veilleux                                                                      | Andrea Palini                                                                       | Danilo Di Luca                                                                      |
| 2013    | Kristijan Đurasek                                                                   | Francesco M. Bongiorno                                                              | Aleksandr Kolobnev                                                                  |
| 2014    | Michael Albasini                                                                    | Sonny Colbrelli                                                                     | Filippo Pozzato                                                                     |
| 2015    | Vincenzo Nibali                                                                     | Sergej Firsanov                                                                     | Giacomo Nizzolo                                                                     |
| 2016    | Sonny Colbrelli                                                                     | Diego Ulissi                                                                        | Francesco Gavazzi                                                                   |
| 2017    | Alexandre Geniez                                                                    | Thibaut Pinot                                                                       | Vincenzo Nibali                                                                     |
| 2018    | Toms Skujiņš                                                                        | Thibaut Pinot                                                                       | Peter Kennaugh                                                                      |
| 2019    | Primož Roglič                                                                       | Giovanni Visconti                                                                   | Toms Skujiņš                                                                        |
| 2020    | annullata a causa della pandemia di COVID-19, sostituita dal Gran Trittico Lombardo | annullata a causa della pandemia di COVID-19, sostituita dal Gran Trittico Lombardo | annullata a causa della pandemia di COVID-19, sostituita dal Gran Trittico Lombardo |
| 2021    | Alessandro De Marchi                                                                | Davide Formolo                                                                      | Tadej Pogačar                                                                       |
| 2022    | Tadej Pogačar                                                                       | Sergio Higuita                                                                      | Alejandro Valverde                                                                  |
| 2023    | Ilan Van Wilder                                                                     | Richard Carapaz                                                                     | Aleksandr Vlasov                                                                    |
| 2024    | cancellata dopo 50 km a causa delle avverse condizioni meteo                        | cancellata dopo 50 km a causa delle avverse condizioni meteo                        | cancellata dopo 50 km a causa delle avverse condizioni meteo                        |

## Statistiche

### Vittorie per nazione
| Pos. | Nazione                                 | Vittorie |
| ---- | --------------------------------------- | -------- |
| 1    | Italia                                  | 87       |
| 2    | Belgio                                  | 4        |
| 3    | Germania Svizzera Slovenia              | 2        |
| 6    | Canada Croazia Francia Irlanda Lettonia | 1        |